# Franciscaines élisabéthaines
Les Franciscaines élisabéthaines (en latin Sororum Franciscalium a Sancta Elisabeth, en italien Suore francescane elisabettine) forment une congrégation religieuse féminine enseignante et hospitalière de droit pontifical.

## Histoire
Ludovic de Casoria (1814 - 1885), franciscain italien, fonde de nombreuses œuvres de charité à Naples. En 1862, Margherita Salatino et Maria Concetta Durell prennent l'habit du Tiers-Ordre franciscain et l'aident dans ses différentes œuvres de bienfaisance. En 1864, elles prennent la direction de l'orphelinat de Capodimonte à Naples, puis ouvrent une école pour filles pauvres. Ludovic de Casoria fonde la congrégation en 1864 à Naples.
En 1939, l'institut est agrégé à l'ordre des Frères mineurs, il obtient le décret de louange le 4 mars 1943, ses constitutions sont approuvées par le Saint-Siège le 15 août 1959.

## Activités et diffusion
Les religieuses se consacrent à l'enseignement et aux soins des personnes âgées et des malades, elles prient pour les âmes du purgatoire
Elles sont présentes en : 
- Europe : Italie.
- Amérique : États-Unis, Panama.
- Asie : Inde, Philippines.

La maison généralice est à Rome.
En 2017, la congrégation comptait 266 sœurs dans 39 maisons.